# 浅草観音温泉
浅草観音温泉（あさくさかんのんおんせん）は、東京都台東区にあった温泉銭湯。浅草寺の西隣、浅草花やしきの前にあり、早朝から入浴できたが、ボイラー故障のため2016年6月に閉店した。2018年2月に解体工事になった。

## 概要
浴槽は半円形で、通常の温度のものと高温のものとに区切られていた。また、男性用・女性用の仕切には人魚を描いたタイル絵が掲げられていた。なお、サウナや露天風呂などの付帯設備はないが、2階にはマッサージ室、3階には大広間演芸場（有料休憩室）があった。
温泉の特徴
- 泉質：重曹泉（ナトリウム - 炭酸水素塩泉）
- 泉温：26.3℃（計測時気温32℃）
- 泉色：元々は黒湯であるが、濾過しているため無色透明に近い淡黄色であった[2]。

※加水はしていないが、源泉の温度が低めのため加温を行っていた。
※循環式のため、保健所の指導により消毒剤を投入していた。

## 店舗情報
- 営業時間：6:30 - 17:00
- 定休日：原則として水曜定休（祝日は営業・前日か翌日休）
- 入浴料：700円（休憩室使用は別途）

館内施設
- 1階：フロント・浴室
- 2階：マッサージ室（個室アカスリ・マッサージ、入浴料4000円）
- 3階：大広間演芸場（土日祝日は入浴料込みの1000円で、休憩室として利用可）

## 交通
- 浅草駅 (つくばエクスプレス)から徒歩約4分
- 田原町駅（東京メトロ銀座線）から徒歩約8分
- 浅草駅（東武伊勢崎線・都営地下鉄浅草線・東京メトロ銀座線）から徒歩約10分

## ギャラリー

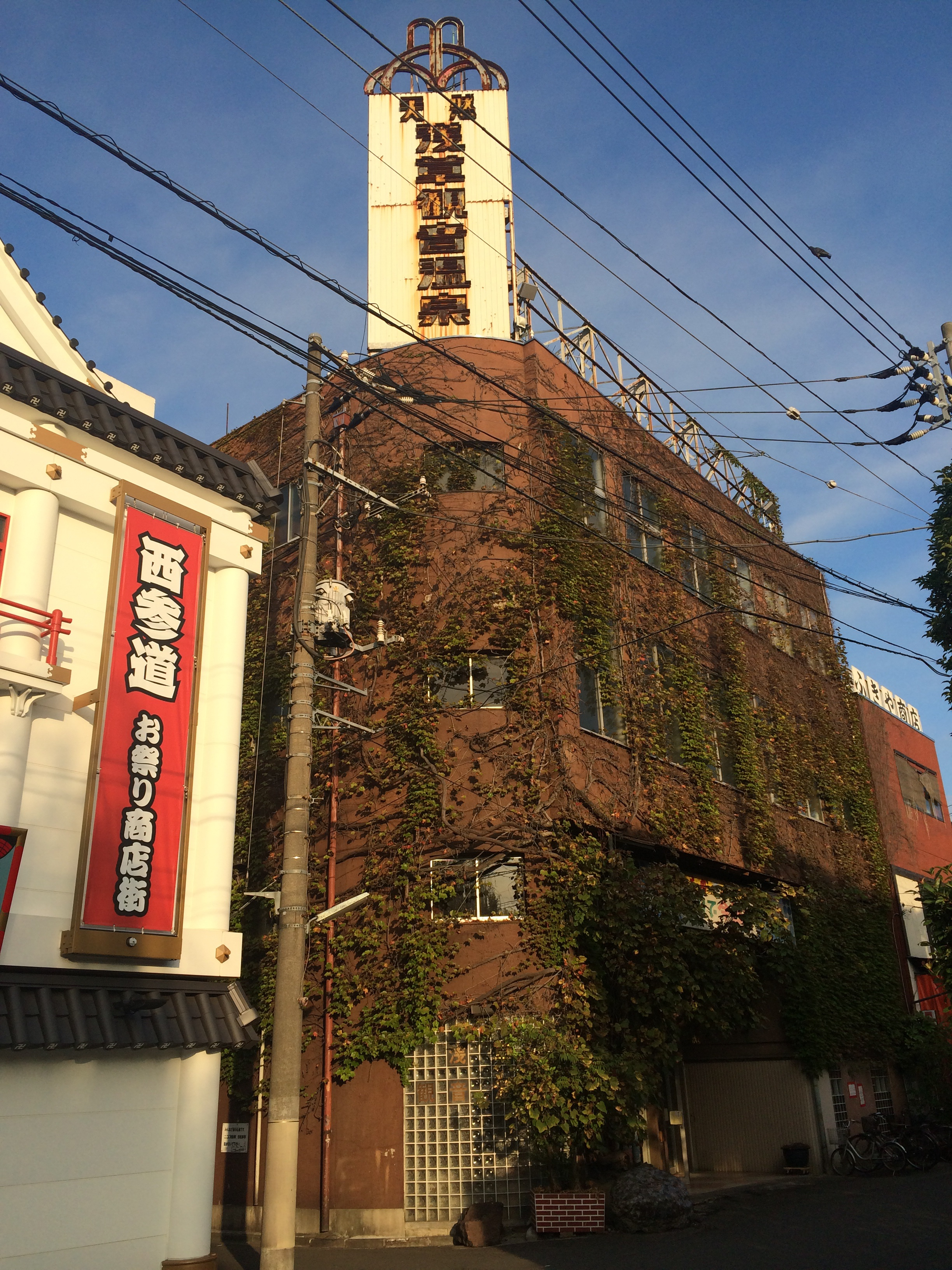
建物全体の外観
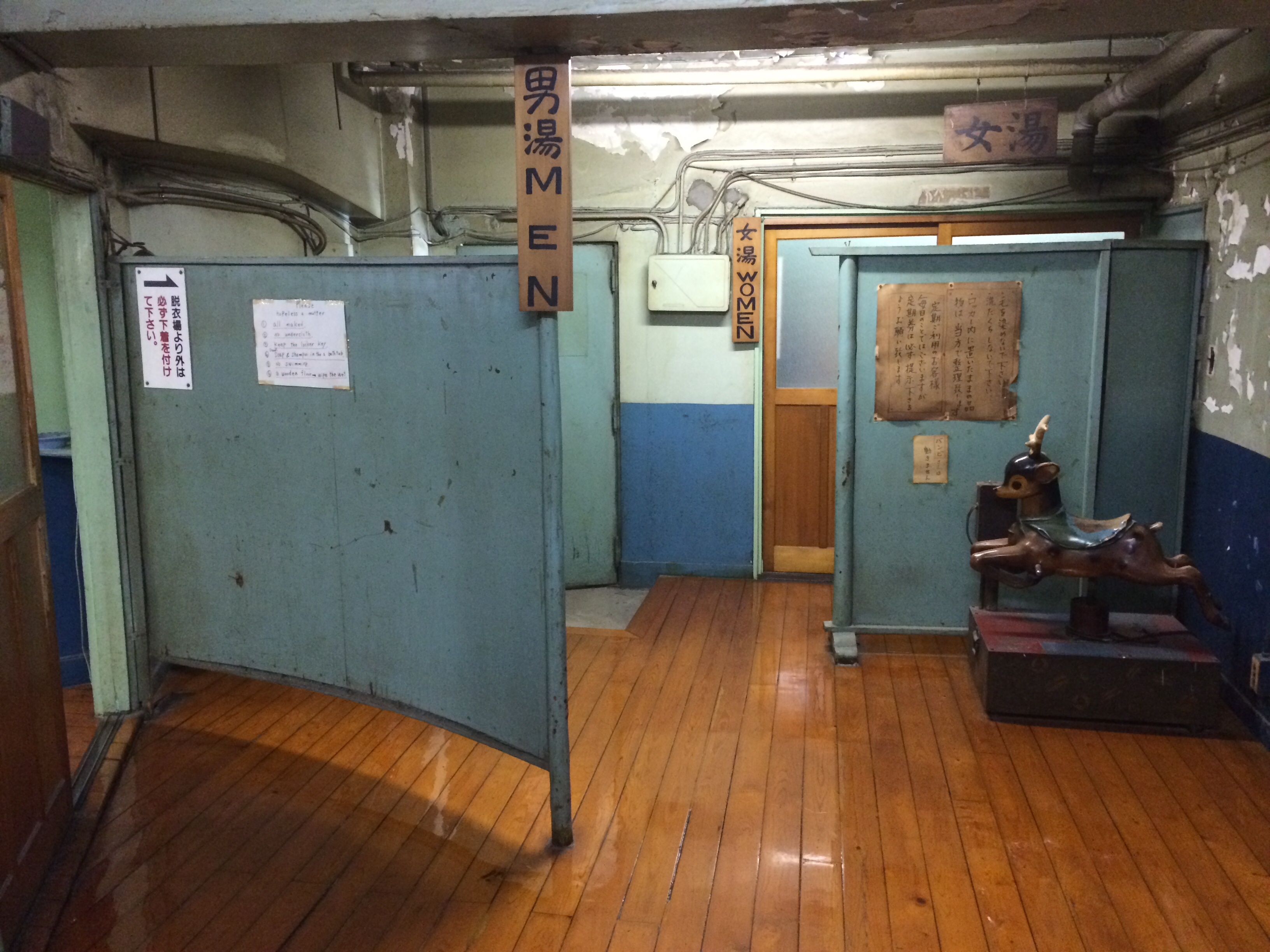
館内の浴室入り口

## 参考情報・資料
- 浅草観音温泉（関東周辺立ち寄り温泉みしゅらん 2004年11月調査）
- レトロで気になる浅草の天然温泉（デイリーポータルZ 2012年3月7日）
- 浅草観音温泉＠浅草～現存するディープ温泉場（デウスエクスマキな食卓 2013年3月24日）